# Marek Rudnicki (chirurg)
Marek Rudnicki (ur. 2 stycznia 1948 w Łańcucie) – polski chirurg, profesor doktor habilitowany nauk medycznych, nauczyciel akademicki, działacz opozycyjny i polonijny, himalaista.

## Życiorys
W 1972 ukończył studia na Śląskim Uniwersytecie Medycznym w Katowicach. Do 1987 był wykładowcą i pracownikiem Centralnego Szpitala Klinicznego ŚAM w Katowicach-Ligocie. Doktoryzował się w 1980. Od września 1980 założyciel i aktywny działacz NSZZ „Solidarność”. Był delegatem na I i II Wojewódzkim Zjeździe Delegatów (Województwa Katowickiego) Regionu Śląsko-Dąbrowskiego. Po pacyfikacji kopalni Wujek 16 grudnia 1981 osobiście wezwał zespoły ratownicze, by rannych górników nie zawoziły do szpitali kontrolowanych przez peerelowskie MSW, tylko do cywilnego szpitala klinicznego, w którym pracował. W latach 1982–1987 członek Biskupiego Komitetu Pomocy Więzionym i Internowanym, z którym organizował pomocy medyczną dla represjonowanych i ich rodzin. Był również kolporterem prasy podziemnej, m.in. „Tygodnika Mazowsze”. Rozpracowywała go Milicja Obywatelska (KE krypt. Chirurg). W 1987 wyjechał do Stanów Zjednoczonych. W latach 1987–1990 pracownik naukowy w Departamencie Chirurgii Uniwersytetu w Cincinnati. W latach 1990–1999 profesor w szpitalu afiliowanym do Uniwersytetu Columbia, następnie profesor Uniwersytetu Illinois w Chicago. Jako działacz szeregu organizacji polonijnych był autorem programów upamiętniających wkład Polaków w zwycięstwo nad Niemcami podczas drugiej wojny światowej na antenie National Public Radio. Współorganizował akcje przeciwko zniesławianiu Polski i Polaków.
Marek Rudnicki jest prezesem Związku Lekarzy Polskich w Chicago oraz członkiem Polonijnej Rady Konsultacyjnej przy Marszałku Senatu RP. Mieszka w Katowicach. Jest himalaistą. W 2019 był kandydatem Prawa i Sprawiedliwości do Senatu w okręgu nr 44 (zajął 2 miejsce, zdobywając 29,4% głosów).
W 2016 wystąpił w filmie dokumentalnym „Samarytanie” w reżyserii Adama Turuli o pomocy medycznej udzielanej górnikom z Wujka.
Wszedł w skład komitetu wspierającego kandydaturę Karola Nawrockiego na prezydenta RP w wyborach w 2025.

## Odznaczenia i wyróżnienia
- 1987 – I Nagroda Europejskiego Towarzystwa Gastroenterologii i Endoskopii[10]
- 2007 – Człowiek Roku (przez środowiska polonijne)[11]
- 2009 – Platynowy Laur „Ambasador Spraw Polskich”[12]
- 2009 – Prymasowski Złoty Medal za Posługę dla Kościoła i Narodu
- 2010 – Polonus Roku[11]
- 2010 – „Pro Gloria Medici” (Kujawsko-Pomorska Izba Lekarska)[11]
- 2011 – Honorowa „Statuetka Biegańskiego” (Częstochowskie Towarzystwo Medyczne)
- 2012 – Wybitny Polak za Granicą[11]
- 2012 – Krzyż Kawalerski Orderu Zasługi Rzeczypospolitej Polskiej[13][2][11]
- 2013 – Medal Jana Nielubowicza (Mazowiecka Izba Lekarska)[11]
- 2013 – Odznaka „Honoris Gratia” Miasta Krakowa[11]
- 2015 – Odznaka honorowa „Za Zasługi dla Ochrony Praw Człowieka”[14]
- 2015 – Międzynarodowa Nagroda Zaufania „Złoty OTIS 2015”[11]
- 2017 – Medal „Gloria Medicinae” (polskie środowisko medyczne)[15][16]
- 2019 – Krzyż Wolności i Solidarności[17]
- 2019 – Złota Odznaka za Zasługi dla Województwa Katowickiego[18]
- 2021 – Krzyż Oficerski Orderu Zasługi Rzeczypospolitej Polskiej[19][2][11]
- 2022 – Doktorat honoris causa Śląskiego Uniwersytetu Medycznego[20]